# Cixius elegantula
Cixius elegantula är en insektsart som beskrevs av Tsaur 1991. Cixius elegantula ingår i släktet Cixius och familjen kilstritar. Inga underarter finns listade i Catalogue of Life.